# Oxidante

Símbolo de riesgo químico de la Unión Europea para agentes oxidantes.

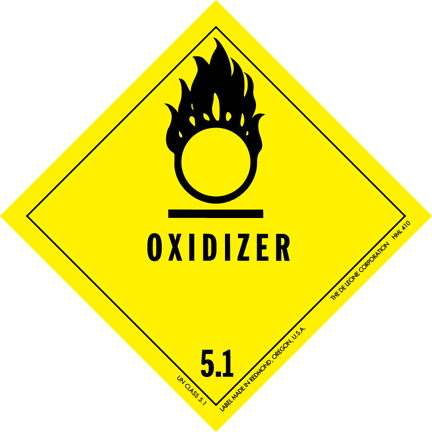
Etiqueta genérica de mercancías peligrosas para agentes oxidantes.

Un agente oxidante o comburente es un compuesto químico que oxida a otra sustancia en reacciones electroquímicas o de reducción-oxidación. En estas reacciones, el compuesto oxidante se reduce.
Básicamente:
- El oxidante se reduce, gana electrones.
- El reductor se oxida, pierde electrones.
- Todos los componentes de la reacción tienen un estado de oxidación.
- En estas reacciones se da un intercambio de electrones.

## Aceptadores de electrones

Estructura del Tetracianoquinodimetano, (N≡C\s)2C=C6H4=C(\sC≡N)2 un aceptor de electrones orgánico.

Los aceptores de electrones participan en las reacciones de transferencia de electrones. En este contexto, el agente oxidante se denomina aceptor de electrones y el agente reductor se denomina donante de electrones. Un agente oxidante clásico es el ferrocenio de iones Fe(C
5H
5)+
2, que acepta un electrón para formar Fe(C5H5)2.  Uno de los aceptores más fuertes disponibles comercialmente es "Magic blue", el catión radical derivado de N(C6H4-4-Br)3.
Se encuentran disponibles tabulaciones extensas de clasificación de las propiedades de aceptación de electrones de varios reactivos (potenciales redox).

## Ejemplo de reacción redox
La formación del óxido de hierro es una clásica reacción redox: 
{\displaystyle 4Fe(s)+3O_{2}(g)\to 2Fe_{2}O_{3}(s)}
En la ecuación anterior, el átomo de hierro (Fe) tiene un número de oxidación 0 y al finalizar la reacción su número de oxidación es +3. El átomo de oxígeno empieza con un número de oxidación 0 y al final su número de oxidación es de -2. Las reacciones anteriores pueden entenderse como dos semirreacciones simultáneas:
1. Semirreacción de oxidación: {\displaystyle 4Fe(s)\to 2Fe_{2}O_{3}(s)+12e^{-}}
2. Semirreacción de reducción: {\displaystyle 3O_{2}(g)+12e^{-}\to 2Fe_{2}O_{3}(s)}

El hierro(II) se ha oxidado debido a que su número de oxidación se ha incrementado y actúa como agente reductor, transfiriéndole electrones al oxígeno, el cual disminuye su número de oxidación (se reduce) aceptando los electrones del metal.

## Significados alternativos
Debido a que la reacción de oxidación está tan extendida (explosivos, síntesis química, corrosión), el término oxidante ha pasado a adquirir múltiples significados.
En una definición, el oxidante recibe electrones de un reactivo. En este contexto, el oxidante se denomina aceptor de electrones. Un oxidante clásico es el ion ferrocenio [Fe(C5H5)2]+, el cual puede aceptar un electrón y transformarse en ferroceno Fe(C5H5)2. El mecanismo de transferencia electrónica es de gran interés, y puede ser descrito como de esfera interna o externa.
En otra acepción más coloquial, el oxidante transfiere átomos de oxígeno al sustrato. En este contexto, el oxidante puede ser descrito como un agente oxigenante o un agente de transferencia de átomos de oxígeno. Algunos ejemplos son el anión permanganato MnO4-, el cromato CrO4- y el tetróxido de osmio, OsO4. Nótese que todos estos compuestos son óxidos, más concretamente polióxidos. En algunos casos, estos óxidos pueden utilizarse como aceptores de electrones, como en la reacción de conversión de permanganato MnO4- a manganato MnO42-.

## Oxidante en la combustión
En la combustión, al oxidante también se le llama comburente. Un comburente es cualquier sustancia que en ciertas condiciones de temperatura y presión puede combinarse con un combustible, provocando así una combustión. Actúa oxidando al combustible y por lo tanto siendo reducido por este último.
El comburente por antonomasia es el oxígeno atmosférico, O2 , o dioxígeno, que se encuentra normalmente en el aire con una concentración porcentual en volumen aproximada del 21 %. Todos los comburentes tienen en su composición oxígeno disponible, ya sea en forma de oxígeno molecular, como se ha dicho, o bien como oxígeno que ceden en el momento de la combustión. 
Para que se produzca la combustión es necesaria la presencia de una proporción mínima de dioxígeno, que por regla general va de un 15 % hasta, en casos extremos, un 5 %. 
En situaciones en donde no hay oxígeno atmosférico, o en donde se desea una combustión muy fuerte y energética, se puede usar dioxígeno gaseoso o líquido, como es en el caso de los cohetes usados en los transbordadores espaciales, o bien diversos tipos de comburentes compuestos. Por ejemplo, en la combustión de la pólvora dentro de un cartucho, el oxígeno es aportado por una sal de un oxiácido, como el nitrato de potasio o el clorato de potasio.
El término comburente se usa por extensión a cualquier medio en el que es posible la ignición o combustión,[cita requerida] siendo uno de los lados del diagrama de Ostwald.

## Ejemplos
Un ejemplo bien conocido de oxidación es la formación de óxido por oxidación de hierro, cuya ecuación general se escribe :
4 Fe + 3 O2 → 2 Fe2O3.
Durante esta reacción, el estado de oxidación del hierro pasa de 0 a 3 después de ceder tres electrones por átomo de hierro al dioxígeno, que es el oxidante en esta reacción y se reduce a la forma de iones óxido. O2− al final de esto.
Los oxidantes más energéticos son, en orden descendente, el difloruro de oxígeno OF2, el flúor F2 y el  difluoruro de kriptón KrF2. Entre los otros compuestos muy oxidantes, se pueden mencionar :
- el peróxido de hidrógeno H2O2 y sus compuestos de adición tales como el percarbonato de sodio 2Na2 CO3·3H2O2 ;
- los oxoaniones de metales de transición a un estado de oxidación elevado tales como el ion permanganato MnO4− (por ejemplo en el permanganato de potasio KMnO4 o el ion dicromato Cr2O72− y el trióxido de cromo CrO3 (oxidación de Jones) ;
- los cationes metálicos tales como el ion cerio Ce4+ ;
- los cationes de metales nobles tales como los iones de plata Ag+ y de cobre Cu2+ ;
- los aniones de oxoacidos halógenos tales como el ion bromato BrO3− y el ion hipoclorito ClO− ;
- los cuerpos simples tales como el oxígeno O2 y el ozono O3, el octaazufre S8 o incluso los halógenos (flúor F2, cloro Cl2, bromo Br2 y iodo I2) ;
- los ácidos de azufre tales como el ácido sulfúrico H2SO4, el ácido peroxidisulfúrico H2S2O8, el ácido de Caro (persulfúrico) H2SO5 ;
- los ácidos nitrados como el ácido nítrico HNO3, y los nitratos NO3− como el nitrato de potasio KNO3 (el salitre de la pólvora negra o de cañón) ;
- diversos compuestos tales como el protóxido de nitrógeno N2O, el perborato de sodio NaBO3, el óxido de plata(I) Ag2, el tetróxido de osmio OsO4.

En química orgánica, un metaloceno oxidado como el ion ferrocenio (Fe(C5H5)2)+ se puede utilizar como oxidante en determinadas reacciones.

## Agentes oxidantes comunes
- Relacionados con el cloro:
  - Hipoclorito y otros hipohalitos como las lejías.
  - Clorito, clorato, perclorato y compuestos halógenos análogos.
- Diyodo y otros halógenos.
- Sales de permanganato, como el permanganato de potasio (KMnO4).
- Compuestos relacionados con el cerio (IV).
- Compuestos cromados hexavalentes, como el ácido crómico, el ácido dicrómico y el trióxido de cromo, clorocromato de piridinio (PCC) y cromatos/dicromatos.[5]
- Ácido peroxosulfúrico.
- Reactivo de Tollens.
- Óxidos:
  - Ozono.
  - Peróxidos, como el peróxido de hidrógeno (H2O2) o agua oxigenada.[5]
  - Sulfóxidos.
  - Tetróxido de osmio (OsO4).
  - Dióxido de plomo (PbO2).

## Agentes oxidantes y sus productos de oxidación
| Agente                   | Producto                                                    |
| ------------------------ | ----------------------------------------------------------- |
| O2 oxígeno               | Varios, incluyendo óxidos como el agua y dióxido de carbono |
| O3 ozono                 | Varios                                                      |
| F2 flúor                 | F–                                                          |
| Cl2 cloro                | Cl–                                                         |
| Br2 bromo                | Br–                                                         |
| I2 yodo                  | I–                                                          |
| ClO– hipoclorito         | Cl–                                                         |
| ClO3– clorato            | Cl–                                                         |
| HNO3 ácido nítrico       | NO óxido nítrico, NO2 dióxido de nitrógeno                  |
| Cr6+ (cromo hexavalente) | Cr3+                                                        |
| MnO4– permanganato       | Mn2+ (ácido) or MnO2 (básico)                               |
| H2O2, otros peróxidos    | Varios, incluyendo óxidos como el H2O                       |

## Definición de materiales peligrosos
La definición de mercancías peligrosas de un agente oxidante es una sustancia que puede causar o contribuir a la combustión de otro material. Según esta definición, algunos materiales que se clasifican como  agentes oxidantes por parte de los químicos analíticos no están clasificados como agentes oxidantes en el sentido de materiales peligrosos. Un ejemplo es el dicromato de potasio, que no pasa la prueba de mercancías peligrosas de un agente oxidante.
El Departamento de Transporte de los Estados Unidos de América define agentes oxidantes específicamente. Hay dos definiciones de agentes oxidantes regidas por las regulaciones del DOT. Estos dos son Clase 5; División 5.1(a)1 y Clase 5; División 5.1(a)2. División 5.1 "significa un material que puede, generalmente al liberar oxígeno, causar o mejorar la combustión de otros materiales". La División 5.(a)1 del código DOT se aplica a los oxidantes sólidos "si, cuando se prueban de acuerdo con el Manual de Pruebas y Criterios de las Naciones Unidas (IBR, ver § 171.7 de este subcapítulo), su tiempo medio de combustión es menor o igual al tiempo de combustión de una mezcla de bromato de potasio/celulosa 3:7." 5.1(a)2 del código DOT se aplica a los oxidantes líquidos "si, cuando se prueba de acuerdo con el Manual de Pruebas y Criterios de las Naciones Unidas, se enciende espontáneamente o si su tiempo medio para un aumento de presión manométrica de 690 kPa a 2070 kPa es menor que el tiempo de una mezcla de ácido nítrico (65 por ciento)/celulosa 1:1."